# María Isabel Prota Carmena
María Isabel Prota Carmena (8 de noviembre de 1854, Madrid - 8 de abril de 1928, Madrid)  fue una pianista, escritora  y compositora española.

## Biografía
María Isabel Prota Carmena nació el 8 de noviembre de 1854 en Madrid, hija única de Alejandro Prota y Boasi y Emilia Carmena Monaldi, pintora de cámara. Fue apadrinada por SS MM los reyes de España Isabel II y Francisco de Asís.
Recibió sus primeras letras de su madre, además de las primeras nociones de solfeo, piano y canto. Fue alumna de Teresa Roaldés, Méndez y José Ildefonso Jimeno de Lerma. En 1874 compuso su primera misa, dedicada a las religiosas dominicas recoletas de Loeches.
El 23 de octubre de 1882 ganó un certamen celebrado en Salamanca. Era ya en ese momento muy conocida en Madrid como compositora de música religiosa.
Presentó su obra "Misa a grande orquesta compuesta y dedicada al Santísimo Sacramento y a la Purísima Concepción de Nuestra  Señora" (1889) en la  Exposición Mundial Colombina de 1893, celebrada en Chicago obtuvo un premio por mérito especial.
En 1893 realiza la traducción del francés de la Vida del señor Dupont, del deán de la catedral de Tours J. Janvier.
Curiosamente, en la prensa de la época Isabel Prota aparece con más frecuencia con relación a temas religiosos y de caridad que por su producción musical. También se recoge en prensa que había compuesto más de un centenar de obras, en su mayoría pertenecientes al género religioso y que eran dignas de figurar entre las de reputadísimos compositores de música sagrada.
En 1918 formó parte de los socios protectores de la recién creada Asociación de Maestros para la enseñanza católica.
Murió en 1928 en Madrid. Dejó un legado de 300.000 pesetas para la Obra de la propagación de la Fe.

## Obras

### Escritas
- Biografía de Sor Francisca de Cristo, fundadora del convento de carmelitas de Loeches.[3] (1907)

- La Eucaristía y la virginidad. Biografías compendiadas de las santas vírgenes del santísimo Sacramento.[3] (1894)

### Musicales
Destacamos aquí las siguientes, que aparecen en el listado de obras en la Biblioteca Digital Hispánica:
- Andante con variaciones. (1874)
- Ave María: a solo o a coro, órgano y contrabajo, violón, flauta, pudiendo servir para gradual en todas las fiestas de la Santísima Virgen. (1885)
- Beatus Vir: salmo 2º de vísperas a tres voces, coro y orquesta. (1887)
- Benedictus a dúo. (1888)
- Caedet: Lección 2ª del Oficio de Difuntos, 1er. Noct. a coro de bajos, órgano y contrabajo. (1891)
- Cántico a Santa Cecilia. (1850?)
- Completas a tres voces y orquesta. (1881)
- Credidi, op. 40. (1876)
- Ecce panis, op. 42. (1877)
- Ecce panis: motete a dúo. (1886)
- Gozos a San Francisco de Asís. (1881)
- Gradual a grande orquesta: para todas las festividades de la Santísima Virgen. (1889)
- Hablado. (1876)
- Hablado: a 4 voces, coro, órgano, contrabajo y figle. (1884)
- La Caridad: coro religioso de Rosinni. (1875?)
- Letanía a 3 voces, coro, órgano y contrabajo. (1883)
- Letanía a la Santísima Virgen a tres voces. (1878?)
- Letanía a la Santísima Virgen a tres voces con acompañamiento de órgano o piano. (1884)
- Letanía a tres voces. (1882)
- Letrilla al Santo Ángel de la Guarda. (1881)
- Letrilla para las misiones: Señor arrepentido. (1883)
- Letrillas. (1875?)
- Libera me: responso a 4 voces, órgano y contrabajo. (1877)
- Misa a 3 voces, coro y orquesta. (1878)
- Misa a dúo, órgano y contrabajo. (1885)
- Misa a grande orquesta. (1889)
- Misa a tres voces y órgano. (1893)
- Misa a tres voces, coro y orquesta. (1879)
- Misa a tres voces, órgano y contrabajo sobre la secuencia del Santísimo Lauda Sion Salvatorem. (1884)
- Misa con orquesta, 3 voces y coro. (1895)
- Misa coral con órgano, violoncello y contrabajo, y agregados flauta y oboe, op. 70. (1881)
- Misa sencilla y breve: a dúo sobre el Himno del Santísimo Verbum supernum. (1886)
- Misa, op. 21. (1875)
- Misa. (1875?)
- Misa. (1885)
- Miserere: sencillo, dúo y órgano. (1890)
- Motete. (1876)
- Motete: Bone Pastor: a tres voces y orquesta. (1879)
- Nocturno para piano. (Entre 1850 y 1899?)
- Nocturno para pianoforte. (1875?)
- Nocturno: para piano y órgano espresivo (sic). (1875?)
- O salutaris: a 3 voces solas, op. 14. (1875)
- Ofertorio, op. 23[bis]: melodía variada para órgano, oboe y contrabajo. (1875)
- Ofertorio. (1880)
- Ofertorio: andante con orquesta. (1890)
- Ofertorio: andante con variaciones para violoncello, órgano y contrabajo: puede tocarse con violín tocando este octava alta. (1882)
- Ofertorio: andante e vivace para corno inglés, flauta, órgano y contrabajo. (1881)
- Ofertorio: andante para corno inglés o violoncello, órgano y contrabajo. (1885)
- Ofertorio: andante para corno inglés, contrabajo y órgano. (1886)
- Ofertorio: para corno inglés, órgano y contrabajo. (1886)
- Pange lingua con orquesta. (1896)
- Pange lingua, op. 41. (1876)
- Panis angelicus : motete a dúo. (1850)
- Parce mihi de 1er. tono misto (sic) de cantollano, lección 1ª del oficio de difuntos. (1887)
- Regina caeli. (1885)
- Salve a dúo, órgano, oboe y contrabajo. (1885)
- Santo Dios a 3 voces, órgano y contrabajo. (1883)
- Scherzo a 4 manos para piano. (1878)
- Scherzo con orquesta: Ofertorio. (1878)
- Secuencia de S. Francisco de Asís. (1875?)
- Stabat Mater a 3 voces, coro y orquesta. (1886)
- Stabat Mater a 3 voces, flauta, oboe, órgano y contrabajo. (1882)
- Stabat Mater con orquesta, 3 voces y coro: (abreviado). (1886)
- Stabat Mater con orquesta. (1894)
- Taedet de 6º tono de cantollano, lección 2ª del oficio de difuntos. (1887)
- Taedet, lección 2ª del oficio de difuntos a órgano y coro de bajos. (1894)
- Tantum ergo a 3 voces, órgano y contrabajo. (1885)
- Tantum ergo a 4 voces, grande orquesta y coro, op. 98. (1884)
- Tantum ergo, op. 43. (1887)
- Tantum ergo. (1876)
- Tota Pulchra: a tres voces, coro y orquesta. (1893)
- Villancico a 3 voces y órgano. (1896)
- Villancico a 3 voces, órgano, flauta, oboe y contrabajo. (1882)
- Villancico a tres voces, flauta, oboe, órgano y contrabajo, op. 65. (1880)
- Villancico sencillo para voces de niños. (1875?)
- Villancico sencillo para voces de niños. (1885?)
- Villancico, op. 26. (1875)